# Abel Braga
Abel Carlos da Silva Braga, född 1 september, 1952, Rio de Janeiro, också känd som Abel Braga eller Abel under sin spelarkarriär är en fotbollstränare och före detta fotbollsspelare.

## Spelarkarriär
- 1968-1976 - Fluminense (Brasilien).
- 1976-1979 - Vasco (Brasilien).
- 1979-1981 - Paris Saint-Germain (Frankrike).
- 1981-1982 - Cruzeiro (Brasilien).
- 1982-1984 - Botafogo (Brasilien).
- 1984-1985 - Goytacaz (Brasilien).

## Tränarkarriär
- 1985 - Botafogo (Brasilien).
- 1986 - Vitória (Brasilien).
- 1987-1988 - Santa Cruz (Brasilien).
- 1988-1989 - Internacional (Brasilien).
- 1989-1991 - Famalicão (Portugal).
- 1991 - Internacional (Brasilien).
- 1992-1993 - Belenenses (Portugal).
- 1994 - Vitória de Setúbal (Portugal).
- 1995 - Vasco (Brasilien).
- 1996 - Guarani (Brasilien).
- 1997 - Santa Cruz (Brasilien).
- 1998 - Atlético Paranaense (Brasilien).
- 1999 - Coritiba (Brasilien).
- 2000 - Vasco da Gama (Brasilien).
- 2000 - Olympique de Marseille (Frankrike).
- 2001-2002 - Botafogo (Brasilien).
- 2002 - Atlético Paranaense (Brasilien).
- 2003 - Ponte Preta (Brasilien).
- 2004 - Flamengo (Brasilien).
- 2005 - Fluminense (Brasilien).
- 2006-2008 - Internacional (Brasilien).
- 2008-2011 - Al Jazira (Förenade Arabemiraten).
- 2011-2013 - Fluminense (Brasilien).
- 2014 - Internacional (Brasilien).
- 2015-2016 - Al Jazira (Förenade Arabemiraten).
- 2017–2018 Fluminense (Brasilien).
- 2019– Flamengo (Brasilien).